# Grace Line
Die US-amerikanische Reederei Grace Line bestand von 1882 bis 1969. Sie betrieb verschiedene von US-Häfen ausgehende Fracht- und Passagierlinien. In ihren besten Jahren gehörten 23 Schiffe mit etwa 188.000 Tonnen Rauminhalt zuzüglich 14 Schiffen in Bareboat-Charter zur Grace Line. Damit zählte sie zu den größeren Mitgliedern der US-amerikanischen Handelsschifffahrt. Bekannt wurden insbesondere der New York-Karibik-Dienst und die Fracht- und Passagierlinie von San Francisco über Honolulu nach Auckland und Sydney.

## Geschichte
Das Unternehmen ging auf die Mitte des 19. Jahrhunderts in Callao, Peru gegründete Reederei der beiden irischstämmigen Brüder William Russell Grace und Michael Grace zurück. Anfangs beteiligte man sich mit Segelschiffen an der Guanofahrt in die USA. William Russel Grace verließ 1865 Peru und gründete in New York die Reederei W. R. Grace and Company, die ab 1882 auch Dampferverbindungen entlang der amerikanischen Westküste unter dem Namen Grace Line anbot. Die Namen der Grace Line Schiffe in diesen Jahren begannen alle mit "C" und führten bemerkenswerterweise die britische Flagge. Im Laufe der Jahre erweiterte die Grace Line ihr Liniennetz und nahm in den 1930er Jahren Passagier- und Postdienste von New York über den Panamakanal nach Seattle auf. Später im selben Jahrzehnt fokussiert man sich stark auf Dienste zwischen New York und Haiti.
In den Nachkriegsjahren wurde die Flotte mehrfach ausgebaut und mit zeitgemäßen Schiffen, wie beispielsweise der Santa-Rosa-Klasse erneuert. Des Weiteren betrieb die Reederei mit den Einheiten Santa Eliana und Santa Leonor des MARAD Design C3-S-45a die ersten amerikanischen Containerschiffe, die einen ausländischen Hafen anliefen. Im Zuge des schnell wachsenden Passagierluftverkehrs der 1960er Jahre entschied die Muttergesellschaft W.R. Grace, die Reederei zu veräußern und eine Neuausrichtung auf den Chemieindustriebereich und andere Geschäftsfelder anzugehen. 1969 wurde die Grace Line an die Prudential Lines von Spyros Skouras, dem ehemaligen Präsidenten der 20th Century Fox verkauft. Die Reederei nannte sich daraufhin für einige Jahre Prudential Grace Lines. Eine Reihe von Grace Line Schiffen war noch bis Mitte der 1980er Jahre in Fahrt.